# Výnosy z Kilkenny
Výnosy z Kilkenny byly sérií třiceti pěti nařízení schválených v Kilkenny v roce 1366. Měly vést k anglizování Irska, přesněji zabránit poirštění Normanů v Irsku. Hlavním autorem byl Lionel z Antverp. V roce 1361 byl anglickým králem Edwardem III. vyslán jako místokrál do Irska.
V polovině 14. století začala být normanská (anglická) identita v Irsku vnímána jako ohrožená. Angličtí osadníci byli popisováni jako „více irští než sami Irové“, osvojili si místní zvyky, oděvy i jazyk. Výnosy se výslovně snažily zabránit vzniku „středního národa“ (ani anglického, ani irského), tím, že mezi anglické osadníky znovu prosadí anglickou kulturu. Výnosy byly schváleny parlamentem, který Lionel svolal v roce 1366. Následující rok opustil Lionel Irsko. 
Výnosy zakázaly smíšené sňatky mezi rodilými Iry a rodilými Angličany, anglické pěstounství irských dětí, anglickou adopci irských dětí a používání irských jmen a irského stylu oblékání. Ti angličtí kolonisté, kteří neuměli anglicky, se museli jazyk naučit (pod hrozbou ztráty půdy a majetku) spolu s mnoha dalšími anglickými zvyky. Irské zábavy typu hurling byly Normanům zapovězeny a měly být nahrazeny aktivitami jako lukostřelba. Výnosy zakazovaly rovněž Irům vstup do anglické církve. Irským pěvcům nebo vypravěčům bylo zakázáno přicházet do anglických oblastí. Prý proto, že se stávali agenty a vyzvědači, kteří se snažili vyzvědět plány a politiku Angličanů.
Zpočátku neměly výnosy příliš velký vliv a irská kulturní identita se šířila, avšak na počátku 17. století začaly být reálně vymáhány a pomohly vytvořit úplné odcizení dvou „ras“ v Irsku na téměř tři století.